# Barboides britzi
Barboides britzi är en fiskart som beskrevs av Conway och Johann Wilhelm Karl Moritz 2006. Barboides britzi ingår i släktet Barboides och familjen karpfiskar. Inga underarter finns listade.